# Les Horribles Cernettes
Les Horribles Cernettes (МФА: [lezɔʁiblə sɛʁˈnɛt]; в пер. с фр. — «Страшненькие девушки из CERN») — пародийная поп-группа, называющая себя «первым и единственным рок-коллективом высоких энергий». Их музыкальный стиль чаще всего описывается как doo-wop, а тексты песен в основном посвящены физическим явлениям или образу жизни учёных.
Первые буквы названия (LHC) выглядят так же, как аббревиатура Большого адронного коллайдера (Large Hadron Collider, LHC), который активно строился в CERN, когда коллектив появился. Даже первая песня группы «Collider» о девушке, о которой забыл её парень, увлечённый разработкой коллайдера.
Группа выпустила альбом «Collider». Также песни можно бесплатно скачать с сайта коллектива.

## История
Les Horribles Cernettes была основана в 1990 секретарём CERN, которой её парень уделял слишком мало времени из-за работы. Поэтому она решила привлечь его внимание, выступив на CERN Hardronic Festival. Она попросила Сильвано де Дженнаро написать песню, а её подруги подпели ей.
В дальнейшим группа развивалась вокруг Сильвано де Дженнаро, аналитика компьютерного департамента CERN, который написал ещё несколько песен. Популярность Les Horribles Cernettes начала расти, и они были приглашены на такие мероприятия как Международная конференция физиков, The World’92 Expo в Севильи и празднование Нобелевской премии Жоржа Шарпака.

## Всемирная паутина
По словам Сильвано де Дженнаро, Les Horribles Cernettes были изображены на первой фотографии во Всемирной паутине (и были первой группой с личным сайтом):

Ещё в 1992, после их шоу на CERN Hardronic Festival, мой коллега Тим Бернерс-Ли попросил у меня несколько отсканированных фотографий «девушек из CERN», чтобы опубликовать их в какого-то типа информационную систему, которую он только придумал, называемую «World Wide Web». Я имел лишь расплывчатое представление о том, что это было, но я отсканировал несколько фотографий на моём Mac и загрузил их Тиму по FTP на широко известный ныне «info.cern.ch». Как я мог знать, что это был исторический момент и это была первая картинка, по которой когда-либо кликали в веб-браузере!
Оригинальный текст (англ.)Back in 1992, after their show at the CERN Hardronic Festival, my colleague Tim Berners-Lee asked me for a few scanned photos of "the CERN girls" to publish them on some sort of information system he had just invented, called the “World Wide Web”. I had only a vague idea of what that was, but I scanned some photos on my Mac and FTPed them to Tim's now famous “info.cern.ch”. How was I to know that I was passing an historical milestone, as the one above was the first picture ever to be clicked on in a web browser!

## Состав
Сейчас в коллектив входят:
- Мишель де Дженнаро (Michele de Gennaro, Великобритания);
- Анна МакНаб (Anne MacNabb, США)
- Вики Корласс (Vicky Corlass, Великобритания).

На инструментах играют:
- Барабаны: Макс Кокель (Max Kockel, Франция);
- Клавишные/Бас: Сильвано де Дженнаро (Silvano de Gennaro, Италия)
- Гитара: Джанго Манглунки (Django Manglunki, Бельгия)
- Бас: Дженгиз Акандил (Cengiz Akandil, Токелау).